# Малая Ужуиха
Малая Ужуиха (устар. Уйжуиха) — река в России, протекает в Республике Удмуртия и Пермском крае. Правый приток реки Большая Ужуиха.
Высота устья — 65 м над уровнем моря.

## География
Река берёт начало северо-западнее деревни Харнавы Чайковского района Пермского края. Течёт на юго-запад мимо села Кемуль и посёлка Каучук. Устье реки находится на территории Сарапульского района Удмуртии в 8,6 км по правому берегу реки Большая Ужуиха. Длина реки составляет 19 км.

## Данные водного реестра
По данным государственного водного реестра России относится к Камскому бассейновому округу, водохозяйственный участок реки — Кама от Воткинского гидроузла до Нижнекамского гидроузла, без рек Буй (от истока до Кармановского гидроузла), Иж, Ик и Белая, речной подбассейн реки — бассейны притоков Камы до впадения Белой. Речной бассейн реки — Кама.
Код объекта в государственном водном реестре — 10010101412111100015793.